# Matrici di Raven
Le matrici di Raven, dette anche matrici progressive, sono un test utilizzato per la misurazione dell'intelligenza non verbale. In ogni scheda viene richiesto di completare una serie di figure con quella mancante. Ogni gruppo di item diventa sempre più difficile, richiedendo una sempre più elevata capacità di analisi, codifica, interpretazione e comprensione degli item. Le matrici di Raven sono considerate il test elettivo per misurare il fattore gf dell'intelligenza, ovvero l'intelligenza definita fluida.

## Il test

Un esempio di matrice

Vi sono tre differenti tipi di matrici, per diversi tipi di pazienti:
- Matrici Progressive colorate (Bambini da 5 a 11 anni e gruppi speciali)
- Matrici Progressive Standard (Adolescenti e adulti da 12 a 80 anni)
- Matrici Progressive Avanzate (Adolescenti e adulti con abilità superiori)

In accordo con quanto afferma l'autore, le matrici progressive insieme ad un test di vocabolario sono in grado di misurare i due principali fattori dell'intelligenza secondo Raymond Cattell:
- Abilità di pensare chiaramente e di dare un senso alla complessità (intelligenza fluida e svincolata dalla cultura).
- Abilità di conoscenza, produzione ed elaborazione di informazioni, tipicamente di natura linguistica e legate alla cultura (intelligenza cristallizzata)

Questo test, che si pone l'obiettivo di misurare il fattore generale dell'intelligenza, è stato definito un test eccellente sia dal punto di vista psicometrico che da quello fattoriale. In effetti questo test misura il fattore Gf dell'intelligenza, direttamente, senza ricorrere a sottoscale o sommatorie di fattori secondari. Altri test invece si avvalgono di diversi sottotest, i quali misurano diversi fattori che analizzati e interpretati soggiacciono al fattore principale Gf. Invece, nel caso delle matrici progressive, tutti gli item del test misurano direttamente e a diverso livello il fattore Gf.

## Applicazioni
Una standardizzazione elevata, la facilità d'uso, le ottime caratteristiche psicometriche (è un test culture fair, cioè svincolato dalla cultura) e un minimo costo per la somministrazione sono i principali fattori che ne hanno decretato un successo mondiale.
Questo test viene utilizzato nella psicologia del lavoro come strumento valutativo per ottenere dati oggettivi sulle capacità intellettive nell'ambito della gestione, valutazione e selezione delle risorse umane. Viene utilizzato in ambito scolastico per controllare lo sviluppo intellettivo e in ambito clinico per valutare eventuali disabilità a seguito di danno neurologico o deficit psicologico.
John Carlyle Raven (Londra 1902- Dumfries 1970) pubblicò il test per la prima volta nel 1938 nel Regno Unito.
Le matrici di Raven sono state utilizzate per il test di ammissione all'associazione Mensa.
Vari test reperibili online e simili alle matrici di Raven, non sono sempre validi e attendibili, e non restituiscono un dato utilizzabile poiché non sono disponibili i dati normativi di riferimento e la suddivisione o stratificazione del campione normativo. In pratica manca la valutazione psicometrica di tali test.